# 莫
莫（ばく）は、漢姓の一つ。

## 中国
莫（ばく）は、中華圏の姓の一つ。『百家姓』の168番目。
2020年の中華人民共和国の第7回全国人口調査（国勢調査）に基づく姓氏統計によると中国で97番目に多い姓であり、259.94万人がいる。一方、台湾の2018年の統計では第145位で、5,461人がいる。
漢民族以外の姓にも多い。『魏書』官氏志によると、鮮卑の莫那婁氏が後に莫氏に改めたという。広西チワン族自治区では13番目に多い姓で、人口は103万人に達した。

### 著名な人物
- 莫耶 - 名剣の製作者と伝えられる人物。
- 鄚玖 - 本来は莫姓。17-18世紀の広東出身の東南アジア探検者。
- 莫友芝 - 清の学者。布依族。
- 莫徳恵 - 中華民国の政治家。満州族。
- 莫洛夫（中国語版） - 中華民国の詩人。
- 莫科 - バスケットボール選手。
- 莫有雪 - 陸上競技選手。
- 莫慧蘭（中国語版） - 体操選手。
- カレン・モク（莫文蔚）- 香港の歌手、女優。

## ベトナム
莫（マクまたはマック）は、ベトナムの姓の一つ。

### 著名な人物
- 莫挺之（中国語版） - 陳朝の外交官。
- 莫登庸 - 莫朝の初代皇帝。莫挺之の子孫という。
- 莫氏佳（中国語版） - 広南国主阮福源の妻。
- 鄚天賜（中国語版） - 鄚玖の子。母親はベトナム人で、広南国に仕えた。西山朝が興るとシャムに逃げたが処刑された。